# Église Saint-Aubin de Saint-Aubin-sur-Yonne
L'église de Saint-Aubin-sur-Yonne est une église située à Saint-Aubin-sur-Yonne, en France.

## Localisation
L'église est située dans le département français de l'Yonne, sur la commune de Saint-Aubin-sur-Yonne.

## Historique
L'édifice est classé au titre des monuments historiques en 1913.